# Кармоніта
Кармоніта (ісп. Carmonita) — муніципалітет в Іспанії, у складі автономної спільноти Естремадура, у провінції Бадахос. Населення — 573 особи (2010).
Муніципалітет розташований на відстані близько 270 км на південний захід від Мадрида, 65 км на північний схід від Бадахоса.

## Географія
Місто розташоване біля кордону між двома провінціями Естремадура. Належить до регіону Тьєрра-де-Мерида-Вегас-Бахас і судового округу Мерида.

## Історія
Точна дата заснування міста невідома, але, ймовірно, це було близько 739 року нашої ери. Його заснували маври з Кармони, звідки воно і отримало свою назву. У 852 році мавр з титулом короля підняв повстання в Мериді. Відбулося кілька битв, і деякі маври з Андалусії зайняли, серед іншого, міста Кордовілья, Кармоніта, Каріха, Уреня та інші, які належали до округу Меріда.
Після падіння Старого режиму місто стало конституційним муніципалітетом в регіоні Естремадура. З 1834 року воно було інтегроване до судового округу Меріда. За переписом 1842 року в ньому налічувалося 57 домогосподарств і 171 житель. До середини 19 століття тут був 51 будинок. 

## Демографія
Динаміка населення (INE ):